# Mormyrops batesianus
Mormyrops batesianus är en fiskart som beskrevs av Boulenger, 1909. Mormyrops batesianus ingår i släktet Mormyrops och familjen Mormyridae. IUCN kategoriserar arten globalt som otillräckligt studerad. Inga underarter finns listade i Catalogue of Life.